# African Studies
African Studies (englisch für Afrikastudien) ist eine südafrikanische Fachzeitschrift des Routledge-Verlags und wurde 1921 bis 1941 als Bantu Studies von Witwatersrand University Press herausgegeben. Sie zählt zu den bedeutenden Publikationssammelwerken der Afrikastudien.

## Geschichte
Bantu Studies (A Journal devoted to the Scientific Study of Bantu, Hottentot, & Bushman) wurde 1921 von John David Rheinallt Jones mit Unterstützung des Council for Education, Witwatersrand, Johannesburg, gegründet und ab 1922 von der Witwatersrand University Press herausgegeben. Die ersten drei Bände erschienen zwischen 1921 und 1929 noch in unregelmäßigen Abständen. Ab Band IV (1930) wurde Bantu Studies vierteljährlich veröffentlicht. African Studies Band I entspricht dabei Bantu Studies Band XVI.
Bis 1941 lag der Schwerpunkt auf anthropologischen und linguistischen Arbeiten zur Bantu-Gruppe. Die Änderung des Namens zu African Studies sollte dem auf ganz Afrika erweiterten Rahmen der Zeitschrift Rechnung tragen.
African Studies erscheint mittlerweile jährlich viermal pro Jahrgang. Der Routledge-Verlag gehört zur Verlagsgruppe Taylor & Francis.
Seit 2011 wird der Vilakazi Prize, benannt nach Benedict Wallet Vilakazi, an den besten eingereichten Artikel eines Bands verliehen.